# District de Kurmangazy
Le district de Kurmangazy (en kazakh : Құрманғазы ауданы) est un district de l’Oblys d'Atyraou au Kazakhstan.  

## Géographie
Le centre administratif du district est la ville de Ganyushkino.

## Démographie
Sa population est de 57 138 habitants en 2009.